# Jangarh Singh Shyam
 (novembre 2014).
Jangarh Singh Shyam,est un artiste peintre indien de l'ethnie Gond , né en 1962 à Patangarh dans l'État Madhya Pradesh en Inde, et mort le 6 juillet 2001 sur l'île de Honshu au Japon .

## Biographie
Extrait de l'article : « Jangarh Kalam - l’art des Gond ».
En 1982, le musée Bharat Bhavan (en), demande à Jagdish Swaminathan d’organiser des recherches sur l’art tribal dans l’état du Madhya Pradesh. L’art florissant de ces tribus anciennes, musique, danse, célèbre et vivant dans le passé, a presque disparu. Pourtant, un jour on découvre une maison dont les murs sont couverts de dessins aux couleurs merveilleuses dans le village de Patangarh. C’est l’œuvre du jeune Jangarh. Swaminathan l’appelle auprès de lui pour travailler au musée et développer ses dons artistiques. Marié à quinze ans, Jangarh s’installe à Bhopal avec sa jeune épouse Nankusia. Sa créativité et l’originalité formelle de ses dessins le rendent vite célèbre. Il est sollicité en Inde et à l’étranger. Il expose au musée tribal Bharat Mahotsav au Japon en 1988, puis à Londres, à Paris au Centre Pompidou pour Magiciens de la Terre en 1989, aux Pays-Bas en 1992 et en Australie en 1993.
Jangarh se suicide au Japon en 2001. D’un caractère ouvert, était-il néanmoins suffisamment préparé aux voyages lointains, à la solitude. Il paraîtrait que son passeport lui aurait été retiré. À l’âge de trente-huit ans Jangarh Shyam aura fait renaître la tradition des Pardhan, l’art tribal des Gond. Il aura aussi fait reconnaître son art au-delà des frontières du royaume des Gond et de l’Inde nouvelle.

### Jangarh Kalam
Jangarh Kalam veut dire à la fois le style et le pinceau de Jangarh. C’est le peintre Akhilesh Verma, qui a donné ce nom à une école de peinture qui s’est créée autour de la figure emblématique de Jangarh Singh Shyam qui, de son vivant mais plus encore après sa mort prématurée en 2001, est un grand artiste Pardhan de la communauté Gond du Madhya Pradesh. À travers cette forme artistique nouvelle et bien distincte, cette communauté tribale indienne a évité l’oblitération annoncée de son héritage séculaire. 
Le Jangarh Kalam est devenu le mouvement artistique actuel des Gond. Un mouvement inspiré par l’art de Jangarh et par la musique Pardhan, celle du Bana, reprise et transformée en couleurs et en dessins. Chacun des artistes du mouvement Jangarh Kalam est inspiré par la mythologie éclatante de la tribu et développe également un style propre, symbolisé formellement par une signature pictographique, logotype formé de points et de traits, qui s’inspire souvent des tatouages et des masques rituels. Aujourd’hui grâce à ce mouvement artistique, la mémoire collective et les traditions Gond renaissent. Cet élan sert un mouvement plus global de reconnaissance des formes artistiques tribales en Inde et des populations souvent opprimées ou spoliées.

### Retour au Royaume des Gond, des Pardhan et des Dieux
Il y a très longtemps le royaume des Gond, alors prospère, s’étend sur le centre de l’Inde : le Madhya Pradesh, l’Andhra Pradesh, le Chattisgarh et le Maharastra. Cette période prospère dure environ 1 400 ans. La communauté est relativement égalitaire. On sait qu’il n’y a pas de prison. Le royaume est suffisamment riche pour entretenir ses artistes. Les Pardhan, bardes de la communauté musiciens et chanteurs, sont aussi des prêtres qui ont pour but d'unifier la communauté. Ils représentent la mémoire collective Gond en racontant l’histoire du peuple et de ses dieux. Après une très longue période de prospérité le peuple Gond s’appauvrit ; il n’y a plus assez de familles riches pour rémunérer les Pardhan. La tradition se perd avec ses artistes. Dès le règne des Moghols et des Marathes, leur environnement se dégrade. Sous l’empire Britannique et après l’indépendance de l’Inde, la spoliation de leurs terres et la déforestation sont telles que les Gond ne trouvent plus leur arbre bien-aimé, le Mahua : « On nous a pris la forêt, nous ne savons plus d’où nous venons », disent les Gond. L’arbre très souvent représenté, est le symbole de cet attachement à leur mémoire et de cette perte.

## Côte de l’artiste
En maisons de vente aux enchères spécialisées dans l'art indien, l’artiste  a obtenu des prix de ventes substantielles. Son dernier record était le 23 février 2023 par la maison de vente Pundole’s à Mumbai (Bombay). Une sérigraphie d’une scène traditionnelle tribale Gond, peinte quelques mois avant sa mort, a été adjugée au prix record de 91 000 $ (6 500 000 lakh). Son précédent record était de 31 250 $ en 2010 chez Sothebys.

## Expositions
- Bhopal Inde - Bharat Bhavan
- 1988 - Japon, Bharat Mahotsav
- 1988 - Londres, Bharat Mahotsav
- 1989 - Paris, Musée Pompidou et Halle de la Vilette - «  Les magiciens de la Terre »[7] avec Jangarh Singh Shyam
- 1990 - New Delhi - National Gallery of Modern Art - Jangarh Singh Shyam
- 1992 - Hollande - « Nine contemporary Indian artists »
- 1992 - Mumbai - Chemould Art Gallery - solo
- 1993 - Australie - « Multiple streams of Contemporary Indian Art »
- 1997 - New Delhi - Sahajan Art Gallery - solo
- 1998 - New Dehli - Crafts Museum - « Other Masters »
- 1998 - Paris, Musée des Arts Décoratifs - Expéditions Indiennes
- 2010 - Paris, Musée du Quai Branly - « Autres Maîtres de l'Inde » par Jyotindra Jain[8]
- 2010 - Paris, Hervé Perdriolle galerie - solo
- 2012 - Paris, Fondation Cartier - « Histoires de voir »

## Collections publiques
- Bhopal, Inde - Bharat Bhavan
- Paris - Fondation Cartier
- Chicago - Chicago Cultural Institute